# Campionat de França de rugbi Pro D2 2016-2017
El Campionat de França de rugbi Pro D2 2015-2016 on el vigent campió és el Lyon Olympique Universitaire que està jugant al Top 14 aquest any, s'inicià el 25 d'agost del 2016 i s'acabà el 21 de maig del 2017. Després de la fase preliminar, la US Oyonnax va classificar-se al primer lloc i jugarà directament al Top 14 amb el SU Agen, vencedor de les lliguetes d'ascens.

## Resultats

### Fase preliminar
| Clubs                    | SUA     | SCA     | SA      | SACA    | ASBH    | BO      | CSBJ    | U SC    | USCO    | USDR    | SM      | USM     | RCNM    | USO     | USAP    | RCV     |
| ------------------------ | ------- | ------- | ------- | ------- | ------- | ------- | ------- | ------- | ------- | ------- | ------- | ------- | ------- | ------- | ------- | ------- |
| SU Agen                  |         | 36 – 20 | 40 – 23 | 40 – 27 | 23 – 25 | 23 – 22 | 34 – 0  | 33 – 7  | 13 – 13 | 28 – 23 | 29 – 15 | 28 – 23 | 32 – 22 | 26 – 31 | 23 – 6  | 56 – 7  |
| SC Albi                  | 20 – 18 |         | 23 – 16 | 23 – 29 | 25 – 23 | 27 – 20 | 35 – 24 | 23 – 23 | 29 – 17 | 52 – 7  | 25 – 30 | 13 – 16 | 13 – 13 | 16 – 18 | 26 – 24 | 19 – 22 |
| Soyaux Angoulême         | 19 – 22 | 26 – 17 |         | 35 – 6  | 21 – 6  | 12 – 19 | 37 – 22 | 31 – 14 | 26 – 25 | 29 – 14 | 30 – 20 | 25 – 15 | 23 – 10 | 9 – 13  | 20 – 20 | 23 – 22 |
| Stade aurillacois        | 19 – 16 | 37 – 20 | 30 – 26 |         | 32 – 9  | 31 – 20 | 40 – 14 | 26 – 17 | 19 – 13 | 54 – 19 | 25 – 21 | 20 – 12 | 27 – 7  | 24 – 26 | 42 – 13 | 24 – 22 |
| AS Béziers Hérault       | 34 – 11 | 26 – 15 | 41 – 9  | 25 – 9  |         | 23 – 34 | 34 – 17 | 26 – 17 | 41 – 27 | 52 – 17 | 9 – 17  | 9 – 24  | 39 – 10 | 34 – 28 | 13 – 24 | 43 – 40 |
| Biarritz Olympique       | 20 – 17 | 38 – 9  | 20 – 21 | 41 – 8  | 25 – 18 |         | 29 – 10 | 36 – 18 | 34 – 26 | 30 – 18 | 26 – 22 | 34 – 10 | 25 – 6  | 16 – 13 | 22 – 19 | 22 – 23 |
| CS Bourgoin-Jallieu      | 14 – 21 | 19 – 23 | 15 – 20 | 20 – 3  | 9 – 13  | 15 – 22 |         | 19 – 20 | 19 – 18 | 35 – 13 | 14 – 56 | 16 – 14 | 22 – 48 | 23 – 26 | 12 – 26 | 15 – 15 |
| U S Carcassonnaise       | 12 – 19 | 36 – 41 | 10 – 6  | 47 – 13 | 17 – 9  | 32 – 9  | 19 – 10 |         | 26 – 14 | 36 – 0  | 25 – 22 | 17 – 28 | 26 – 13 | 34 – 19 | 38 – 20 | 29 – 27 |
| US Colomiers             | 33 – 27 | 36 – 21 | 51 – 9  | 21 – 19 | 15 – 12 | 37 – 13 | 42 – 5  | 24 – 3  |         | 46 – 22 | 33 – 28 | 25 – 34 | 18 – 6  | 30 – 20 | 32 – 20 | 45 – 5  |
| US Dax Rugby             | 30 – 32 | 19 – 23 | 27 – 22 | 20 – 19 | 23 – 13 | 41 – 16 | 30 – 22 | 25 – 15 | 18 – 12 |         | 17 – 13 | 21 – 24 | 18 – 22 | 28 – 25 | 24 – 18 | 33 – 27 |
| Stade montois            | 21 – 23 | 32 – 12 | 16 – 10 | 43 – 25 | 15 – 9  | 35 – 40 | 12 – 6  | 28 – 20 | 28 – 18 | 33 – 29 |         | 34 – 16 | 37 – 6  | 22 – 21 | 21 – 10 | 33 – 3  |
| US Montauban             | 18 – 22 | 23 – 6  | 27 – 3  | 28 – 8  | 38 – 23 | 22 – 11 | 51 – 7  | 20 – 6  | 26 – 11 | 40 – 31 | 22 – 18 |         | 21 – 3  | 57 – 10 | 31 – 0  | 36 – 13 |
| RC Narbonne Méditerranée | 43 – 33 | 28 – 34 | 43 – 14 | 23 – 19 | 23 – 22 | 24 – 22 | 29 – 27 | 27 – 26 | 10 – 16 | 31 – 16 | 35 – 14 | 23 – 17 |         | 21 – 16 | 12 – 28 | 16 – 24 |
| US Oyonnax               | 21 – 16 | 54 – 16 | 36 – 10 | 24 – 19 | 34 – 23 | 33 – 26 | 33 – 6  | 35 – 20 | 19 – 21 | 46 – 26 | 18 – 10 | 36 – 10 | 30 – 22 |         | 19 – 9  | 52 – 21 |
| USA Perpinyà             | 37 – 20 | 27 – 9  | 36 – 7  | 41 – 20 | 54 – 17 | 17 – 8  | 45 – 15 | 17 – 13 | 22 – 26 | 14 – 16 | 19 – 16 | 37 – 3  | 66 – 13 | 23 – 18 |         | 39 – 34 |
| RC Vannetais             | 19 – 19 | 34 – 6  | 26 – 3  | 26 – 15 | 14 – 13 | 27 – 30 | 56 – 0  | 22 – 25 | 19 – 15 | 16 – 22 | 13 – 26 | 23 – 20 | 21 – 27 | 19 – 16 | 19 – 13 |         |

### Classificació
| Classificació general de la Pro D2 | Classificació general de la Pro D2 | Classificació general de la Pro D2 | Classificació general de la Pro D2 | Classificació general de la Pro D2 | Classificació general de la Pro D2 | Classificació general de la Pro D2 | Classificació general de la Pro D2 | Classificació general de la Pro D2 | Classificació general de la Pro D2 | Classificació general de la Pro D2 | Classificació general de la Pro D2 | Classificació general de la Pro D2 | Classificació general de la Pro D2 | Classificació general de la Pro D2 |
| Class.                             | Clubs                              | Pts                                | J                                  | G                                  | E                                  | P                                  | B0                                 | BD                                 | pf                                 | pc                                 | p±                                 | af                                 | ac                                 | a±                                 |
| ---------------------------------- | ---------------------------------- | ---------------------------------- | ---------------------------------- | ---------------------------------- | ---------------------------------- | ---------------------------------- | ---------------------------------- | ---------------------------------- | ---------------------------------- | ---------------------------------- | ---------------------------------- | ---------------------------------- | ---------------------------------- | ---------------------------------- |
| 1.                                 | US Oyonnax                         | 90                                 | 30                                 | 19                                 | 0                                  | 11                                 | 7                                  | 7                                  | 790                                | 637                                | 153                                | 88                                 | 53                                 | 35                                 |
| 2.                                 | SU Agen                            | 87                                 | 30                                 | 18                                 | 2                                  | 10                                 | 5                                  | 6                                  | 780                                | 624                                | 156                                | 78                                 | 56                                 | 22                                 |
| 3.                                 | US Montauban                       | 86                                 | 30                                 | 19                                 | 0                                  | 11                                 | 6                                  | 4                                  | 726                                | 533                                | 193                                | 69                                 | 44                                 | 25                                 |
| 4.                                 | Stade Montois                      | 83                                 | 30                                 | 17                                 | 0                                  | 13                                 | 6                                  | 9                                  | 738                                | 588                                | 150                                | 66                                 | 46                                 | 20                                 |
| 5.                                 | Biarritz Olympique                 | 81                                 | 30                                 | 18                                 | 0                                  | 12                                 | 5                                  | 4                                  | 730                                | 637                                | 93                                 | 65                                 | 53                                 | 12                                 |
| 6.                                 | USA Perpinyà                       | 79                                 | 30                                 | 16                                 | 1                                  | 13                                 | 9                                  | 4                                  | 744                                | 589                                | 155                                | 88                                 | 50                                 | 38                                 |
| 7.                                 | US Colomiers                       | 78                                 | 30                                 | 17                                 | 1                                  | 12                                 | 5                                  | 3                                  | 760                                | 593                                | 167                                | 66                                 | 51                                 | 15                                 |
| 8.                                 | Stade aurillacois                  | 70                                 | 30                                 | 15                                 | 0                                  | 15                                 | 5                                  | 5                                  | 689                                | 712                                | -23                                | 65                                 | 75                                 | -10                                |
| 9.                                 | U S Carcassonnaise                 | 64                                 | 30                                 | 14                                 | 1                                  | 15                                 | 3                                  | 3                                  | 648                                | 642                                | 6                                  | 62                                 | 62                                 | 0                                  |
| 10.                                | AS Béziers Hérault                 | 63                                 | 30                                 | 13                                 | 0                                  | 17                                 | 7                                  | 4                                  | 694                                | 667                                | 27                                 | 66                                 | 62                                 | 4                                  |
| 11.                                | RC Vannetais                       | 61                                 | 30                                 | 12                                 | 2                                  | 16                                 | 2                                  | 7                                  | 659                                | 735                                | -76                                | 62                                 | 75                                 | -13                                |
| 12.                                | RC Narbonne Méditerranée           | 61                                 | 30                                 | 14                                 | 1                                  | 15                                 | 3                                  | 0                                  | 616                                | 746                                | -130                               | 57                                 | 78                                 | -21                                |
| 13.                                | Soyaux Angoulême                   | 61                                 | 30                                 | 13                                 | 1                                  | 16                                 | 2                                  | 5                                  | 565                                | 686                                | -121                               | 48                                 | 70                                 | -22                                |
| 14.                                | US Dax Rugby                       | 59                                 | 30                                 | 13                                 | 0                                  | 17                                 | 1                                  | 6                                  | 647                                | 845                                | -198                               | 61                                 | 91                                 | -30                                |
| 15.                                | SC Albi                            | 57                                 | 30                                 | 12                                 | 2                                  | 16                                 | 1                                  | 4                                  | 641                                | 781                                | -140                               | 56                                 | 78                                 | -22                                |
| 16.                                | CS Bourgoin-Jallieu                | 17                                 | 30                                 | 4                                  | 1                                  | 25                                 | 1                                  | 6                                  | 452                                | 864                                | -412                               | 46                                 | 99                                 | -53                                |

### Lliguetes d'ascens
| Semifinals   | Semifinals | Semifinals         |
| ------------ | ---------- | ------------------ |
| US Montauban | 24 – 13    | Stade montois      |
| SU Agen      | 26 – 14    | Biarritz Olympique |

| Final   | Final   | Final        |
| ------- | ------- | ------------ |
| SU Agen | 41 – 20 | US Montauban |

| Campió  |
| ------- |
| SU Agen |